# NGC 2503

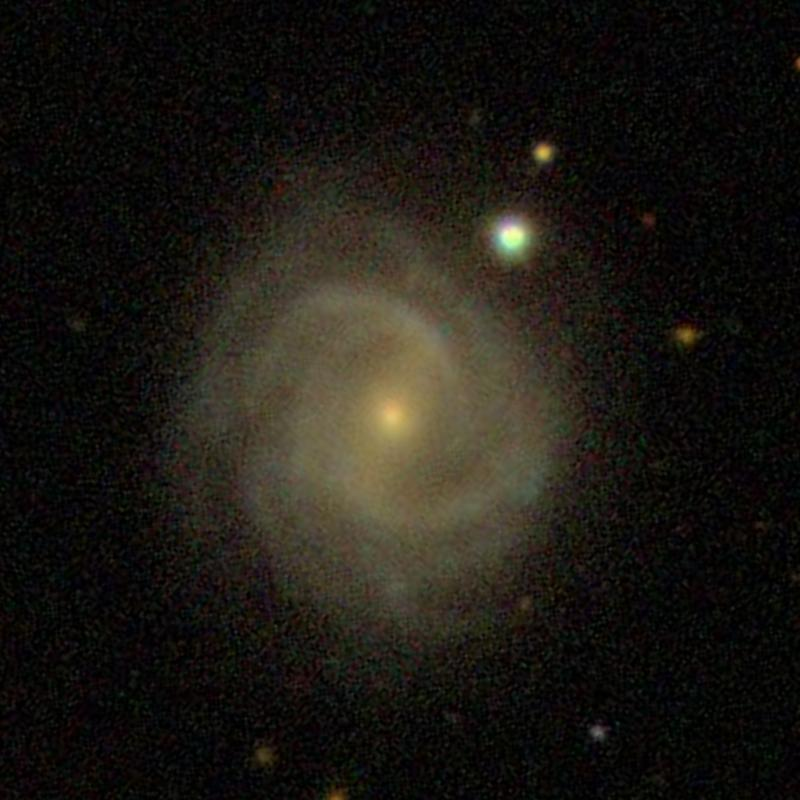
NGC 2503

NGC 2503 est une galaxie spirale intermédiaire située dans la constellation du Cancer. NGC 2503 a été découverte par l'astronome allemand Albert Marth en 1865.

## Caractéristiques
Sa vitesse par rapport au fond diffus cosmologique est de 5 721 ± 15 km/s, ce qui correspond à une distance de Hubble de 84,4 ± 5,9 Mpc (∼275 millions d'al).
La classe de luminosité de NGC 6347 est II-III et elle présente une large raie HI. De plus, c'est une galaxie du champ, c'est-à-dire qu'elle n'appartient pas à un amas ou un groupe et qu'elle est donc gravitationnellement isolée.